# Trasferimento di elettroni
Il trasferimento di elettroni è il processo grazie al quale gli elettroni si muovono da un atomo o specie chimica (ad esempio una molecola) ad un altro atomo o specie chimica. Tali atomi o specie chimiche coinvolti durante il trasferimento di elettroni sono detti "donatore" e "accettore". Il trasferimento di elettroni può avvenire anche tra due siti localizzati all'interno della stessa specie chimica.
Il trasferimento di elettroni è alla base del meccanismo delle reazioni redox e regola numerosi processi biologici (tra cui: la fotosintesi e la respirazione).

## Tipologie di trasferimento di elettroni
Il trasferimento di elettroni può avvenire:
- in fase omogenea (attraverso l'intervento di un agente riducente);
- in fase eterogenea (attraverso l'intervento di un elettrodo).

Il trasferimento di elettroni può essere inoltre distinto in:
- trasferimento di elettroni a sfera interna
- trasferimento di elettroni a sfera esterna.

### Trasferimento di elettroni a sfera interna
Nel trasferimento di elettroni a sfera interna i due centri redox che partecipano al trasferimento sono legati in maniera covalente durante il trasferimento di elettroni. Il legame covalente può essere permanente (cioè esistente anche prima e dopo del trasferimento di elettroni) oppure può essere transitorio (cioè si forma prima del trasferimento di elettroni e si rompe a trasferimento avvenuto). Nel caso in cui il legame covalente sia permanente si parla in particolare di trasferimento di elettroni intramolecolare, mentre nel caso in cui il legame covalente sia transitorio si parla di trasferimento di elettroni intermolecolare.
La trattazione teorica del trasferimento di elettroni a sfera interna è stata svolta nell'ambito della teoria di Marcus-Hush (un'estensione ad opera di Noel Hush e Rudolph Marcus della teoria di Marcus).

### Trasferimento di elettroni a sfera esterna
Nel trasferimento di elettroni a sfera esterna i due centri redox che partecipano al trasferimento non sono legati durante il trasferimento di elettroni. Il trasferimento di elettroni di sfera esterna è quindi sempre un trasferimento di elettroni intermolecolare.
Si parla di autoscambio quando il trasferimento di elettroni di sfera esterna coinvolge due specie chimiche che si differenziano solo per il loro stato di ossidazione. Un esempio di autoscambio è il seguente (il secondo atomo di Mn è marcato con un asterisco per chiarezza):
[MnO4]- +  [Mn*O4]2-  →  [MnO4]2- +  [Mn*O4]-
La trattazione teorica del trasferimento di elettroni a sfera esterna è stata svolta nell'ambito della teoria di Marcus.

### Trasferimento di elettroni eterogeneo
Il trasferimento di elettroni eterogeneo avviene tra una specie chimica e un elettrodo allo stato solido. Tale tipologia di trasferimento di elettroni si ha ad esempio nelle celle elettrochimiche in corrispondenza del doppio strato elettrico che separa il bulk (la parte del solido abbastanza lontana dalle regioni del solido stesso in cui avvengono gli scambi di materia, quantità di moto e calore, da non percepirne gli effetti) dell'elettrodo dal bulk dell'elettrolita.